# Delovce
Delovce (albanska: Delloc, serbiska: Деловце, albanska: Delovc, serbiska: Delovec, albanska: Dolloc, Delofc) är en ort i Kosovo. Den ligger i den södra delen av landet, 50 km söder om huvudstaden Priština. Delovce ligger 792 meter över havet och antalet invånare är 160.
Terrängen runt Delovce är kuperad åt nordost, men åt sydväst är den bergig. Runt Delovce är det ganska tätbefolkat, med 222 invånare per kvadratkilometer. Närmaste större samhälle är Prizren, 16,7 km sydväst om Delovce. I omgivningarna runt Delovce växer i huvudsak lövfällande lövskog.